# توة تشاة فلاوند (مقاطعة دورة)
توة تشاة فلاوند (بالفارسية: توه چاه فلاوند) هي قرية تقع في قسم ويسيان الريفي (مقاطعة دورة) في إيران. يقدر عدد سكانها بـ 16 نسمة بحسب إحصاء 2016.